# Chris Lloyd

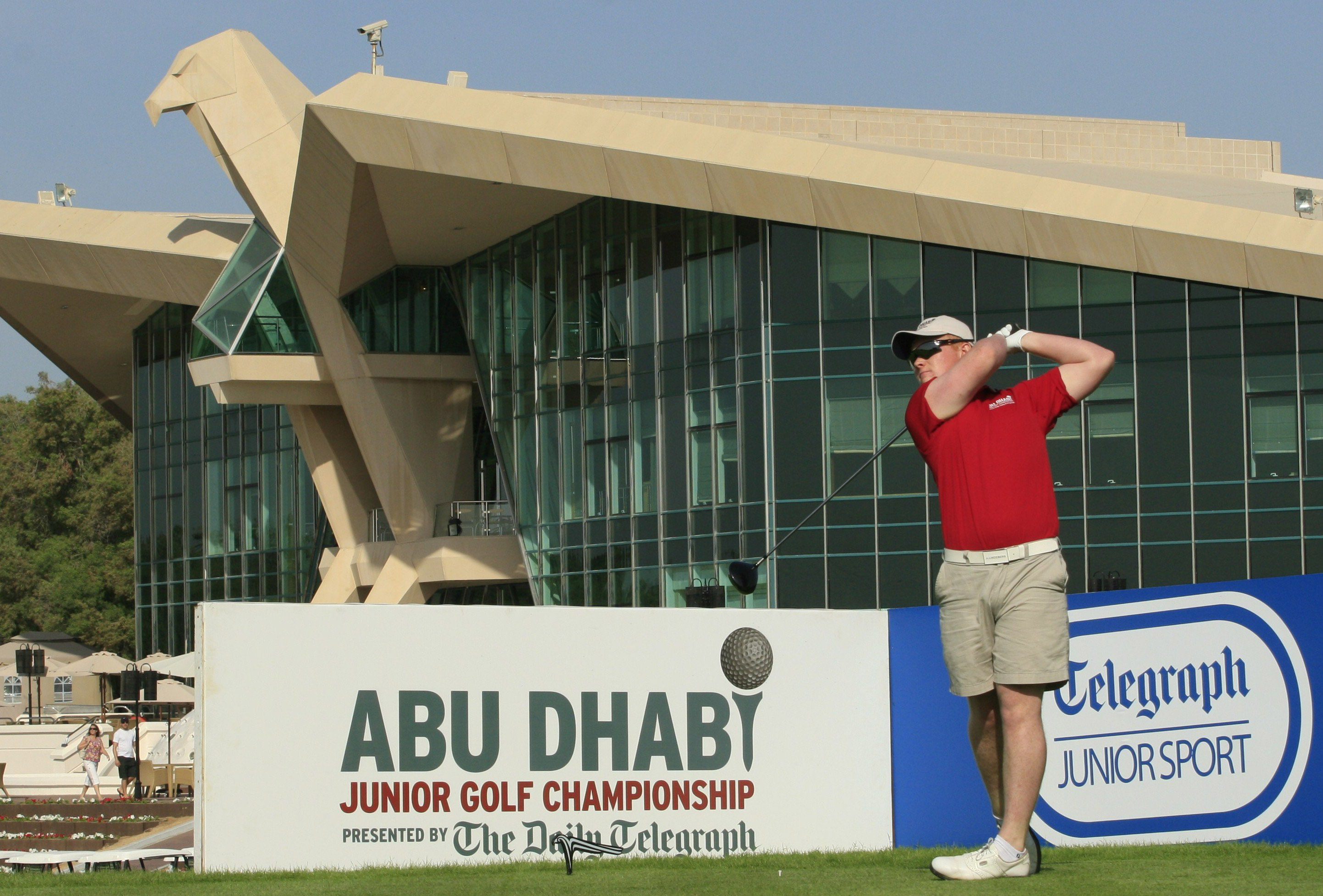
Voor het clubhuis van Abu Dhabi GC

Chris Lloyd is een golfer uit Engeland.

## Amateur

### 2008
In 2008 werd de eerste editie van de Ernie Els Junior Invitational gespeeld door spelers onder de 16 jaar. Chris won met 78-73-71-72.
In 2008 speelde Chris ook in de Junior Ryder Cup, waar de Amerikanen met 22-2 wonnen. De Amerikanen hadden echter spelers tot 18 jaar in hun team, de Europeanen slechts tot 16 jaar, waaronder Matteo Manassero.

### 2009
Als 17-jarige speler brak hij in 2009 drie baanrecords: op Filton, tijdens het County Kampioenschap, op Broadstone en op Nizels, waar hij de Junior Masters won. Ook speelde hij in het Wereld Landen Team Kampioenschap Junioren in Japan, waar zijn team op de derde plaats eindigde.

### 2010
Als amateur heeft hij aan een Europro Tour-toernooi in Five Lakes, Essex meegedaan waar hij op de 9de plaats eindigde.

In september speelde hij weer de Junior Ryder Cup. Ditmaal hadden beide teams spelers tot 18 jaar. In het Europese team zaten ook onder andere Albert Eckhart, Kristoffer Ventura, Thomas Detry, Moritz Lampert en zeven meisjes.

In november won hij het Abu Dhabi Junior Kampioenschap met 71-66-68 en bleef Tom Lewis met één slag voor. Als 18-jarige amateur kwalificeerde hij zich in december op de Tourschool voor de laatste twee rondes, hetgeen wil zeggen dat hij in 2011 op de Europese Challenge Tour mag spelen of zelfs op de Europese PGA Tour als hij bij de top 30 eindigt, mits uiteraard hij professional wordt.

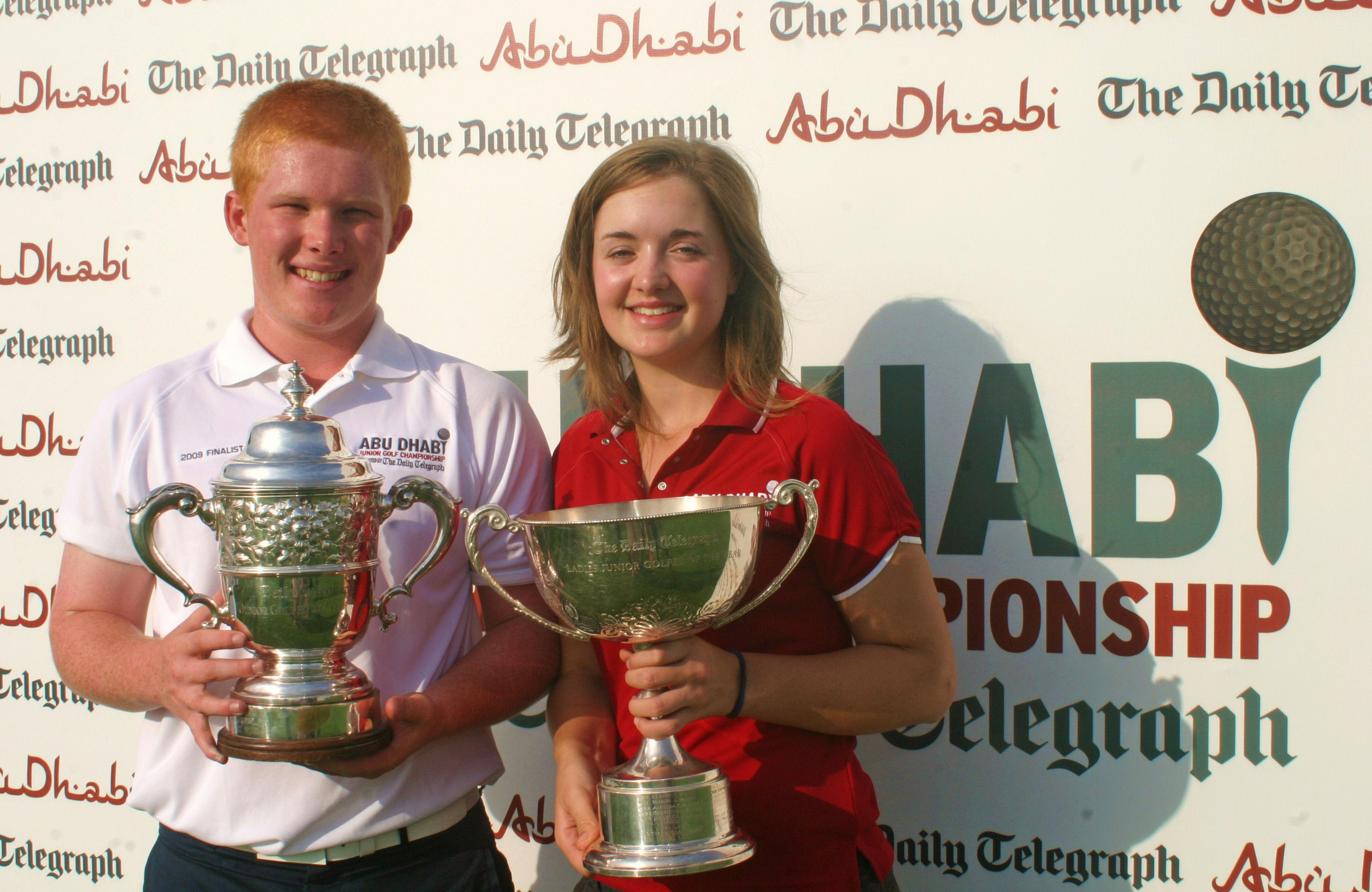
Chris Lloyd en Akexandra Peters, winnaars Abu Dhabi Junior Kampioenschap.

### Gewonnen
- 2008: Ernie Els Junior Invitational (+6)
- 2009: County Kampioenschap, Sir Henry Cooper Junior Masters op Nizels, Kent , Abu Dhabi Junior Kampioenschap

### Teams
- Junior Ryder Cup: 2008, 2010